# ツルマイアスワン
ツルマイアスワン（欧字名:Tsurumai Aswan、1987年4月29日 - 不明）は、日本の競走馬。
主な勝ち鞍は、1990年のラジオたんぱ賞（GIII）。

## 経歴
1987年4月29日、北海道門別町のヤナガワ牧場で、ビザンレディーの3番仔として誕生した。美浦トレーニングセンターの柴田寛厩舎に入厩した。
1989年9月16日、中山競馬場の新馬戦（芝1200メートル）に、大崎昭一が騎乗してデビューした。ヒダカハヤトに2馬身半差の2着。続く10月1日、2戦目の新馬戦（芝1600メートル）は、発走直後に挟まれたこともあり、再び2着となった。この後、脚元の不安から、7か月の長期休養し、春のクラシック競走に参戦することができなかった。
3歳となった1990年5月20日、東京競馬場の未勝利戦（芝1800メートル）で復帰し、後方に3馬身半差をつけて初勝利。6月9日のくちなし賞（500万円以下、芝2400メートル）では、2番人気に推され、後方にクビ差をつけて連勝とした。続いて7月1日、福島競馬場のラジオたんぱ賞（GIII）で重賞初出走し、4番人気で推された。後方で待機し、最終コーナーから追い上げ、直線では桜花賞2着、優駿牝馬（オークス）3着のケリーバッグなどを外から差し切り、後方に半馬身差をつけて優勝し、重賞初勝利を挙げた。菊花賞など期待されたが、以後1年出走することができなかった。5歳となった1991年4月28日のメトロポリタンステークス（OP）で復帰し、4着となるが、その後は、2度と出走することはなかった。
引退後は種牡馬となったが種付け実績がないまま1993年4月30日付で用途変更になった。

## 競走成績
以下の内容は、netkeiba.comおよびJBISサーチの情報に基づく。
| 競走日     | 競馬場 | 競走名          | 格      | 距離 （馬場） | 頭 数 | 枠 番 | 馬 番 | オッズ （人気） | 着順 | タイム （上がり3F） | 着差 | 騎手      | 斤量 [kg] | 1着馬 （2着馬）    | 馬体重 [kg] |
| ---------- | ------ | --------------- | ------- | ------------- | ----- | ----- | ----- | --------------- | ---- | ------------------- | ---- | --------- | --------- | ------------------ | ----------- |
| 1989.09.16 | 中山   | 3歳新馬         |         | 芝1200m（良） | 8     | 6     | 6     | 07.8（4人）     | 02着 | 1:10.9（35.7）      | -0.4 | 0大崎昭一 | 53        | ヒダカハヤト       | 520         |
| 0000.10.01 | 中山   | 3歳新馬         |         | 芝1600m（良） | 7     | 2     | 2     | 04.6（3人）     | 02着 | 1:36.1（36.7）      | -0.1 | 0大崎昭一 | 53        | カムイフジ         | 526         |
| 1990.05.20 | 東京   | 4歳未勝利       |         | 芝1800m（良） | 15    | 1     | 2     | 03.1（1人）     | 01着 | 1:50.3（36.2）      | -0.6 | 0大崎昭一 | 55        | (ツジノチドリ)     | 510         |
| 0000.06.09 | 東京   | くちなし賞      | 500万下 | 芝2400m（良） | 9     | 4     | 4     | 03.1（2人）     | 01着 | 2:30.6（35.3）      | -0.0 | 0大崎昭一 | 55        | (ビクトリヤシチー) | 510         |
| 0000.07.01 | 福島   | ラジオたんぱ賞  | GIII    | 芝1800m（良） | 11    | 8     | 10    | 05.7（4人）     | 01着 | 1:47.8（36.1）      | -0.1 | 0大崎昭一 | 54        | (カムイフジ)       | 512         |
| 1991.04.28 | 東京   | メトロポリタンS | OP      | 芝2300m（良） | 9     | 8     | 8     | 03.5（2人）     | 04着 | 2:21.8（34.2）      | -0.2 | 0大崎昭一 | 55        | メイショウビトリア | 528         |

## 血統表
| ツルマイアスワンの血統（Lady Angela 4×5、Nasrullah 4×5、Nearco 5×5×5） | ツルマイアスワンの血統（Lady Angela 4×5、Nasrullah 4×5、Nearco 5×5×5） | ツルマイアスワンの血統（Lady Angela 4×5、Nasrullah 4×5、Nearco 5×5×5） | （血統表の出典）  | （血統表の出典） |
| 父 アスワン 1979 鹿毛                                                  | 父の父*ノーザンテースト 1971 栗毛 カナダ                               | Northern Dancer                                                        | Nearctic          | Nearctic         |
| 父 アスワン 1979 鹿毛                                                  | 父の父*ノーザンテースト 1971 栗毛 カナダ                               | Northern Dancer                                                        | Natalma           |                  |
| 父 アスワン 1979 鹿毛                                                  | 父の父*ノーザンテースト 1971 栗毛 カナダ                               | Lady Victoria                                                          | Victoria Park     | Victoria Park    |
| 父 アスワン 1979 鹿毛                                                  | 父の父*ノーザンテースト 1971 栗毛 カナダ                               | Lady Victoria                                                          | Lady Angela       |                  |
| 父 アスワン 1979 鹿毛                                                  | 父の母*リリーオブザナイル 1966 黒鹿毛 アメリカ                         | Never Bend                                                             | Nasrullah         | Nasrullah        |
| 父 アスワン 1979 鹿毛                                                  | 父の母*リリーオブザナイル 1966 黒鹿毛 アメリカ                         | Never Bend                                                             | Lalun             |                  |
| 父 アスワン 1979 鹿毛                                                  | 父の母*リリーオブザナイル 1966 黒鹿毛 アメリカ                         | Nile Lily                                                              | Roman             | Roman            |
| 父 アスワン 1979 鹿毛                                                  | 父の母*リリーオブザナイル 1966 黒鹿毛 アメリカ                         | Nile Lily                                                              | Azalea            |                  |
| 母 ビザンレディー 1980 黒鹿毛                                          | 母の父*ボイズイーボーイ 1965 黒鹿毛 イギリス                           | King's Troop                                                           | Princely Gift     | Princely Gift    |
| 母 ビザンレディー 1980 黒鹿毛                                          | 母の父*ボイズイーボーイ 1965 黒鹿毛 イギリス                           | King's Troop                                                           | Equiria           |                  |
| 母 ビザンレディー 1980 黒鹿毛                                          | 母の父*ボイズイーボーイ 1965 黒鹿毛 イギリス                           | Rising Hope                                                            | The Phoenix       | The Phoenix      |
| 母 ビザンレディー 1980 黒鹿毛                                          | 母の父*ボイズイーボーイ 1965 黒鹿毛 イギリス                           | Rising Hope                                                            | Admirable         |                  |
| 母 ビザンレディー 1980 黒鹿毛                                          | 母の母ヒタチローズ 1973 鹿毛                                           | *グツドリー                                                            | *スノッブ         | *スノッブ        |
| 母 ビザンレディー 1980 黒鹿毛                                          | 母の母ヒタチローズ 1973 鹿毛                                           | *グツドリー                                                            | *アリゼッタ       |                  |
| 母 ビザンレディー 1980 黒鹿毛                                          | 母の母ヒタチローズ 1973 鹿毛                                           | クリミナミ                                                             | *セダン           | *セダン          |
| 母 ビザンレディー 1980 黒鹿毛                                          | 母の母ヒタチローズ 1973 鹿毛                                           | クリミナミ                                                             | クリバン F-No.1-b |                  |
| 出典                                                                   | 1.                                                                     | 1.                                                                     | 1.                | 1.               |

- 4代母クリバンは1961年東京牝馬特別勝ち馬。また半兄に安田賞勝ち馬のクリチカラがいる。
- 5代母英月（競走馬名テツバンザイ）は1941年阪神優駿牝馬勝ち馬。